# NGC 6760
NGC 6760 est un amas globulaire situé dans la constellation de l'Aigle à environ 24 150 a.l. (7,4 kpc) du Soleil et à 15 650 a.l. (4,8 kpc) du centre de la Voie lactée. Il a été découvert par l'astronome britannique John Russell Hind en 1845.
John Herschel a observé l'amas le 12 juillet 1834 et il l'a inscrit dans son catalogue sous la désignation GC 4467.
Selon leur orbite, les amas globulaires peuvent passer dans le disque de la Voie lactée et déclencher un processus de formation d'étoiles conduisant à la naissance d'amas ouverts. Ainsi, il y a 64,5 millions d'années, NGC 6760 aurait donné naissance aux amas ouverts Ruprecht 127 et VdB 202.

## Observation

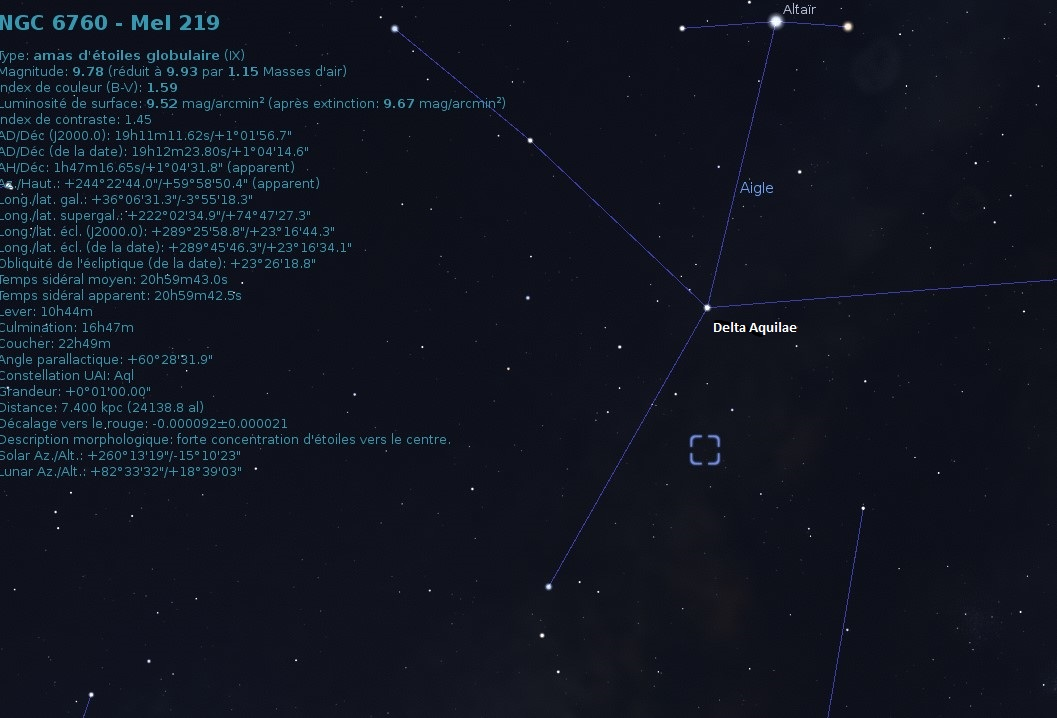
Localisation de NGC 6760 dans la constellation de l'Aigle.

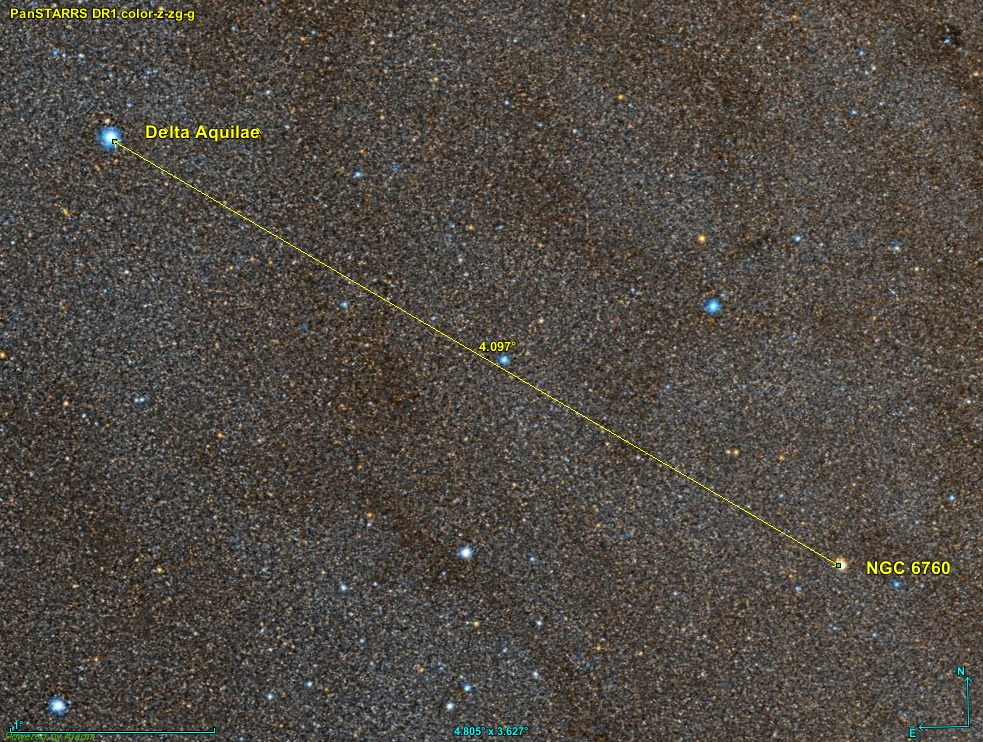
L'étoile brillante près de NGC 6760 est Delta Aquilae.

Avec une magnitude visuelle apparente de 8,88, cet amas est invisible à l'œil nu. On peut cependant l'observer dans des jumelles.

## Caractéristiques

### Classe
La classe de concentration Shapley-Sawyer de NGC 6760 est IX,, ce qui signifie que la concentration vers le centre est faible.

### Vitesse, distance et taille
La base de données Simbad indique trois valeurs de la vitesse. Deux de ces valeurs sont égales à −1,6 km/s et la troisième est de −0,42 km/s. La valeur indiquée par Harris et par le site SEDDS est totalement différente, soit -−27,5 ± 6,3 km/s,. Notons que la plus récente publication citée par Simbad date de 2019 alors que la mise à jour des données utilisées par Harris a été faite en 2003.
Si l'amas est à la distance indiquée par Harris (≈24150 al), alors un calcul simple montre que sa taille est d'environ 67 années-lumière.

### Métallicité, masse et âge
Selon une étude publiée en 2011 par J. Boyles et ses collègues, la métallicité [Fe/H] de l'amas globulaire NGC 6760 est égale à -0,40 et sa masse est égale à 357 000 {\displaystyle M_{\odot }}. Dans cette même étude, la distance de l'amas est aussi estimée à environ 7,4 kpc (∼24 100 al). Santos	 insique une métallicité de -0,66. Simbad indique 2 valeurs de la métallicité, -0,40 et -0,71. Une métallicité comprise entre -0,71 et -0,40 signifie que le pourcentage en éléments lourds (plus lourds que l'hydrogène et l'hélium) varie de 19,5%  à 40% (10-0,71 à 10-0,40) comparé à celui du Soleil.
Après le Big Bang, l'Univers étant surtout composé d'hydrogène et d'hélium, la métallicité était pratiquement nulle. L'univers s'est progressivement enrichi en métaux (éléments plus lourds que l'hélium) grâce à la synthèse de ceux-ci dans le cœur des étoiles. La métallicité des amas du halo de la Voie lactée varie d'un centième à un dixième de la métallicité solaire, ce qui signifie que ces amas se décomposent en deux sous-groupes, les relativement jeunes et les vieux. Selon sa métallicité, NGC 6760 serait donc un amas relativement jeune et riche en métaux. Son âge est estimée à 10,0 ± 2,0 milliards d'années par Santos.

## Les pulsars de NGC 6760
Il y a au moins trois pulsars dans cet amas. PSR J1911+0102A est un pulsar binaire et PSR J1911+0101B est un pulsar milliseconde dont la période est de 5,38 ms. Un troisième pulsar milliseconde (PSR 1908+00) dont la période est de 3,6 ms a également été découvert dans cet amas
. La période orbitale de ce pulsar est de 3,4 heures et la masse de son compagnon est estimée à 0,018 {\displaystyle M_{\odot }}.

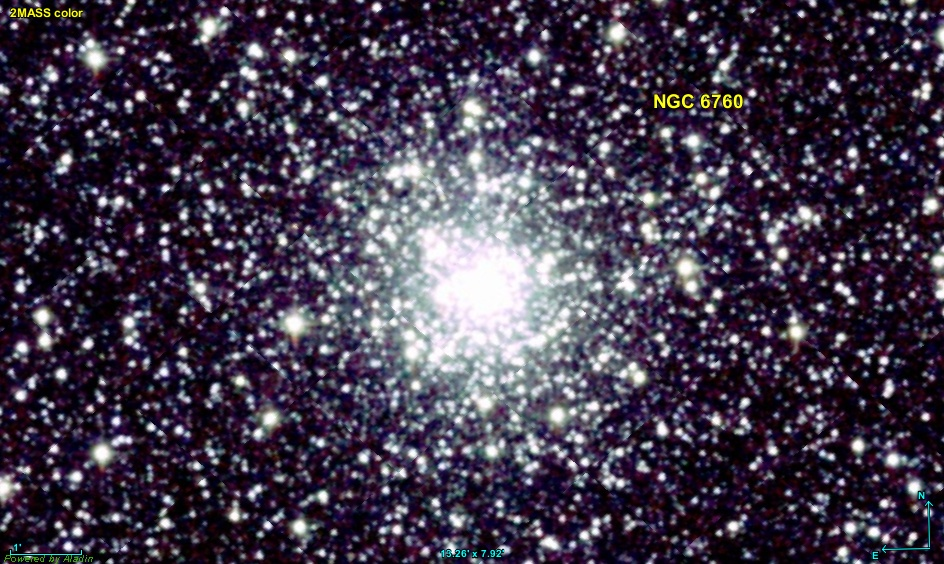
NGC 6760 en infrarouge par 2MASS.